# Yabuli
Yabuli (chiń. 亚布力滑雪旅游度假区, Yàbùlì huáxuě lüyóu dùjiàqū) – największy w Chinach ośrodek narciarski. Oddalony 177 kilometrów (110 mil) na południowy wschód od Harbinu. Około dwie i pół godziny pociągiem. Położony w prowincji Heilongjiang. Najwyższy punkt kurortu położony jest na 1345 metrów n.p.m. Renowacja obiektu miała miejsce na przełomie 2008 i 2009 roku.
Najważniejsze imprezy odbywające się w kurorcie:
- Zimowe Igrzyska Azjatyckie 1996
- Chińskie Igrzyska Zimowe 2008
- Zimowa Uniwersjada 2009